# Arbëreshë

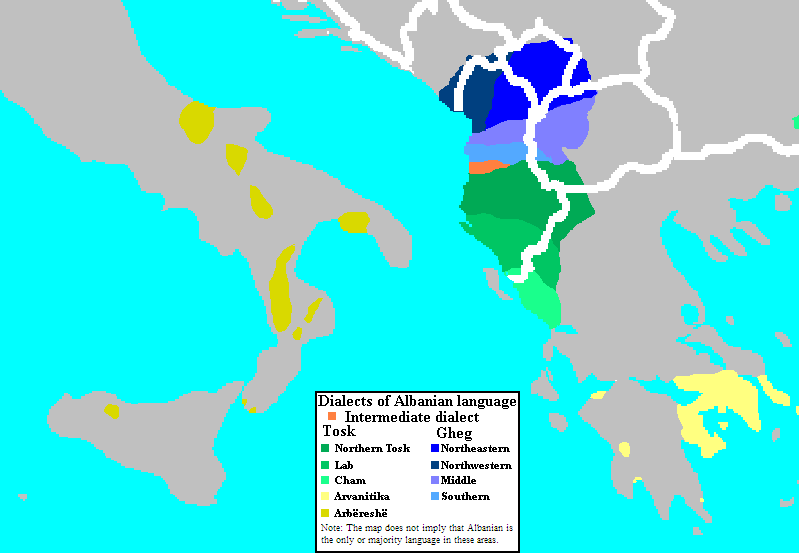
Territorios etno-lingüísticos albaneses

Los arbëreshë, también conocidos como albaneses de Italia, italo-albaneses o albano-italianos (en idioma albanés: arbëreshët e Italisë; singular: arbëresh), forman una comunidad histórica albanoparlante que habita mayormente en la zona meridional de Italia. Hablan el llamado dialecto arbëreshë y su mayoría es descendiente directa de los albaneses que se instalaron en la península itálica durante los siglos XV y XVI, después de la muerte del héroe nacional albanés Skanderbeg y de la invasión del Imperio otomano sobre Albania.
Constituyen la mayoría de la población de las comunas sicilianas de Piana degli Albanesi y Santa Cristina Gela, denominadas en la lengua local como Hora e Arbëreshëve y Sëndashtina, respectivamente. También son una minoría significativa en Calabria (véase: albanocalabreses).
Profesan el catolicismo de rito bizantino (o rito griego) de tradición oriental, y tienen su iglesia sui iuris, la Iglesia Católica italo-albanesa. Su idioma es un dialecto del albanés tosk y hoy está también influido tanto por los dialectos italianos cercanos como por el italiano estándar; también tiene algunas palabras del griego antiguo influido por la Iglesia local, que habla por tradición en griego Koiné. Con frecuencia se autodenominan como una nación llamada Arbëria (albanesa).
La madre de Ernesto Sabato, el popular escritor argentino, era de una familia con orígenes arbëreshë, que emigró de Italia a Argentina.

## Localidades
Las localidades arbëresh poseen dos nombres, uno italiano y otro en albanés arbërisht. El segundo de estos nombres casi nunca aparece en la cartografía y es solo utilizado por la población local, siendo el nombre italiano el oficial. Las poblaciones italoalbanesas se encuentran diseminadas en pequeñas «islas» (zonas) del Mediodía italiano: 
- Abruzos (it. Abruzzo)
  - Provincia de Pescara
    - Villa Badessa (fracción de Rosciano): Badhesa
- Basilicata
  - Provincia de Potenza
    - Barile: Barilli o Barili
    - Ginestra: Zhura
    - Maschito: Mashqiti
    - San Costantino Albanese: Shën Kostandini
    - San Paolo Albanese: Shën Pali
- Calabria
  - Provincia de Catanzaro
    - Andali: Dandalli
    - Caraffa di Catanzaro: Garrafa o Garafa
    - Marcedusa: Marçidhuza
    - Vena di Maida (fracción de Maida): Vina
    - Zangarona (fracción de Lamezia Terme): Xingarona

  - Provincia de Cosenza
    - Acquaformosa: Firmoza
    - Cariati: Kariati
    - Castroregio: Kastërnexhi
      - Farneta (fracción de Castroregio): Farneta

    - Cerzeto: Qana
      - Cavallerizzo (en la comuna de Cerzeto): Kejverici o Kajverici
      - San Giacomo di Cerzeto (en la comuna de Cerzeto): Shën Japku

    - Cervicati: Çervikati
    - Civita: Çifti
    - Falconara Albanese: Fullkunara
    - Firmo: Ferma
    - Frascineto: Frasnita
      - Eianina (fracción de Frascineto): Ejanina

    - Lungro: Ungra o Ungir
    - Mongrassano: Mungrasana
    - Plataci: Pllatëni o Pllatani
    - San Basile: Shën Vasili
    - San Benedetto Ullano: Shën Benedhiti
      - Marri (fracción de San Benedetto Ullano): Allimarri

    - San Cosmo Albanese Strigari
    - San Demetrio Corone: Shën Mitri
      - Macchia Albanese (fracción de San Demetrio Corone): Maqi

    - San Giorgio Albanese: Mbuzati
    - San Martino di Finita: Shën Mërtiri o Shën Murtiri
    - Santa Caterina Albanese: Picilia
    - Santa Sofia d'Epiro: Shën Sofia
    - Spezzano Albanese: Spixana
    - Vaccarizzo Albanese: Vakarici

  - Provincia de Crotona
    - San Nicola dell'Alto: Shën Kolli
    - Pallagorio: Puheriu o Puhëriu
    - Carfizzi: Karfici o Karfici
- Campania
  - Provincia de Avellino
    - Greci: Katundi
- Molise
  - Provincia de Campobasso
    - Campomarino: Këmarini o Kemarini
    - Montecilfone: Munxhufuni o Munçifuni
    - Portocannone: Porkanuni o Portkanùn
    - Ururi: Ruri o Rùri
- Apulia (it. Puglia)
  - Provincia de Foggia
    - Casalvecchio di Puglia: Kazallveqi
    - Chieuti: Qefti o Kjéuti

  - Provincia de Tarento
    - San Marzano di San Giuseppe: San Marcani
- Sicilia
  - Provincia de Palermo
    - Contessa Entellina: Kundisa
    - Piana degli Albanesi: Hora e Arbëreshëvet
    - Santa Cristina Gela: Sëndastina o Shendestina

Albanese o Albanesi, palabras que suelen resultar muchas veces apellidos, son el gentilicio en idioma italiano, en singular y en plural, respectivamente, equivalente en castellano a «albanés» o «albaneses». (Albanese es también un sobrenombre común entre los arbëresh y sus descendientes ultramarinos.)